# حبيبتي شقية جدا (فلم)
حبيبتي شقية جداً هو فيلم دراما مصري للمخرج نيازي مصطفى عام 1974، قصة وسيناريو وحوار فيصل ندا. الفيلم من بطولة نور الشريف، سهير رمزي، محمد رضا، سمير غانم، نظيم شعراوي، وخيرية أحمد  وتدور الأحداث حول الشابة الجميلة ابنة الصول بإدارة المرور التي تستغل تشابه الأسماء للتباهي بما لا تملكه وتكثر ادعاءاتها ويقع الجميع بالمشاكل بسببها.
صدر الفيلم إلى دور العرض المصرية في 23 ديسمبر 1974.
منح موقع قاعدة بيانات الأفلام العربية «السينما.كوم» الفيلم درجة 5.5/ 10.

## القصة
يعمل الصول حسين أبو حسين المنياوي (محمد رضا) بإدارة المرور، التي يرأسها العميد حسين المنياوي (نظيم شعراوي) ونظراً للزمالة وتشابه الأسماء فقد أطلق العميد في السابق اسم إبنته حنان (خيرية أحمد) على ابنة الصول (سهير رمزي) حينما ولدت، وبعد أن فقدت حنان ابنة الصول أمها دللها، وألحقها بأرقى المدارس، لتعيش وسط أبناء الطبقة الراقية. أصبحت حنان ابنة الصول تخجل من وضعها الاجتماعي، فادعت أنها ابنة العميد حسين المنياوي وأنها تقيم في منطقة راقية، بينما كانت تقيم في منطقة شعبية. كان هذا الادعاء يوقعها في مشاكل كثيرة، وكان العميد يتقبلها بصدر رحب لأنه كان يعتبرها مثل ابنته حنان البلهاء والتي كان يتمناها ناجحة مثل ابنة الصول. كانت ابنة الصول تتردد على نادي الجزيرة بمساعدة عسكري الحراسة الذي كان يجامل الصول وكانت معجبة ببطل التنس في النادي علاء الشوربجي (نور الشريف) وتصيبها الغيرة من تهافت بنات النادي عليه، فاشاعت أنه يطاردها وهي تصده. وصلت الشائعات لمسامع والد علاء الثري محمود الشوربجي (سلامة إلياس) الذي أراد أن يُحد من نزوات إبنه، فأقدم على زواجه من ميرفت (إيناس سعودي) ابنة صديقه الدكتور زغلول (إبراهيم سعفان). أراد علاء أن يتجنب هذه الزيجة فطلب من ابن عمه سمير (سمير غانم) البحث عن مصدر الإشاعة، وتوصلوا لحنان ابنة الصول وفشلت محاولتهم معها لوقف الشائعات. نظراً لتوريط الصول والعميد في مزيد من المشاكل طلب الصول نقله لإدارة المرور بالإسكندرية، ولكن نظرا للأجازة الصيفية وذهاب الجميع للمصيف، فقد واصلت حنان علاقتها بزملائها، وزادت حدة الإشاعات. اتفق علاء وسمير على إجبار الدكتور زغلول على فسخ الخطبة، وذلك لتأكيد الإشاعات ليظهر علاء وكأنه شاب فاسد، وقابل علاء ابنة الصول حنان وطلب منها أن تمثل معه أنهم في علاقة حب، وهددها بفضح سرها بعد أن علم أنها ابنة الصول. وافقت حنان، ونجحت الخطة وفسخت الخطبة، وأراد والد علاء ان يلبي رغبة ابنه في خطبة حنان المنياوي، وظن أنها ابنة العميد، فتقدم لخطبتها، ليقع علاء في براثن حنان البلهاء ابنة العميد، والتى رحبت بعلاء وتمسكت به، وأصبحت مشكلة علاء التخلص منها. زادت مشكلته بعد أن شعر بحبه لحنان ابنة الصول، واستمرت المطبات وانتهت بعودة حنان لرشدها وافتخرت أمام الجميع بأنها ابنة الصول، وقبل الشوربجي زواج ابنه علاء من حنان ابنة الصول، بينما وقع سمير في براثن حنان البلهاء ابنة العميد حسين المنياوي.

## الممثلون
- نور الشريف: في دور علاء الشوربجي (بطل التنس)
- سهير رمزي: في دور حنان المنياوي (ابنة الصول حسين بإدارة المرور)
- محمد رضا: في دور حسين المنياوي (الصول بإدارة المرور)
- سمير غانم: في دور سمير (ابن عم علاء)
- نظيم شعراوي: في دور العميد حسين المنياوي (رئيس إدارة المرور)
- مريم فخر الدين: في دور زوجة العميد حسين المنياوي
- خيرية أحمد: في دور حنان (ابنة العميد حسين المنياوي)
- سلامة إلياس: في دور محمود الشوربجي (الثري والد علاء)
- سيد زيان: في دور شاويش قسم الشرطة
- إبراهيم سعفان: في دور الدكتور وغلول
- سمير حسني: في دور طالب جامعي
- عبد الغني النجدي: في دور قناوي (البواب)
- محمود العراقي: في دور سائق سيارة أجرة
- مختار السيد: في دور الرائد مختار السيد
- بهاء عبد الحميد: في دور لاعب تنس
- إيناس سعودي: في دور ميرفت زغلول
- صالح العويل: في دور مسافر في قطار الإسكندرية
- رجاء صادق
- أحمد نبيل
- ليلى صادق
- اوسة الحلو
- حسين الحلواني
- عبد العظيم شعلان
- توفيق الكردي
- نجيب عبده
- زوزو مصطفى
- يوسف عثمان
- محمد صفوت
- نادية أنور[10][11]

## وصلات خارجية
- مقالات تستعمل روابط فنية بلا صلة مع ويكي بيانات